# Neuseeländische Frauen-Rugby-Union-Nationalmannschaft
Die neuseeländische Frauen-Rugby-Union-Nationalmannschaft (englisch New Zealand women’s national rugby union team) ist die Nationalmannschaft Neuseelands in der Sportart Rugby Union und repräsentiert das Land bei allen Länderspielen (Test Matches) der Frauen. Die Mannschaft ist besser bekannt unter ihrem englischen Spitznamen Black Ferns (Maori Rarauhe Pango), der auf die vollständig schwarze Kleidung der Spieler zurückzuführen ist. Rugby Union ist Neuseelands Nationalsport und die Black Ferns gelten als beste Mannschaft der Welt, da sie gegen jeden bisherigen Gegner eine positive Bilanz aufweisen und die Weltrangliste in der Regel anführen.
Die Mannschaft gilt regelmäßig als Favorit auf den Gewinn der alle vier Jahre stattfindenden Weltmeisterschaft. Bisher konnte sie den Titel sechsmal (1998, 2002, 2006, 2010, 2017 und 2021) gewinnen und ist damit die mit Abstand erfolgreichste Turniermannschaft. Jedes Jahr nimmt die Mannschaft am Turnier Pacific Four Series teil, zusammen mit Australien, Kanada und den Vereinigten Staaten.
Bei der Integration der Maori in die britisch geprägte neuseeländische Gesellschaft spielte Rugby Union eine wichtige Rolle, da der Sport den physischen Fähigkeiten des indigenen Volks Neuseelands entgegenkam und diese rasch als gleichwertige Mitspieler akzeptiert wurden. Vor jedem ihrer Spiele tanzen die Black Ferns traditionellerweise einen Haka (Ritualtanz der Maori), um die gegnerische Mannschaft einzuschüchtern und sich selbst zu motivieren.
Ihr erstes Länderspiel trugen die Black Ferns 1990 aus, als Neuseeland gegen die Niederlande antrat. Seit jeher gehört die in fast ausschließlich schwarzen Trikots auftretende Mannschaft zu den besten der Welt und der Zentralverband des Landes, New Zealand Rugby (NZR), ist Mitglied des Weltverbandes World Rugby. Vier ehemalige Spielerinnen wurden in die World Rugby Hall of Fame aufgenommen.

## Organisation
Verantwortlich für den Spielbetrieb auf sämtlichen Stufen ist New Zealand Rugby (NZR, bis 2013 New Zealand Rugby Football Union bzw. NZRFU). Die NZRFU wurde am 16. April 1892 gegründet und gehört seit 1949 dem Weltverband World Rugby, bis 2014 International Rugby Board, an. Der neuseeländische Verband war außerdem im Jahr 2000 Gründungsmitglied des Kontinentalverbandes Federation of Oceania Rugby Unions (FORU; heute Oceania Rugby).
Die wichtigsten Rugby-Union-Ligen in Neuseeland sind die Profiliga Super Rugby Aupiki und die Amateurliga Farah Palmer Cup.

## Geschichte

### Ursprünge
In den 1980er Jahren wuchs das Frauenrugby in Neuseeland, erfuhr jedoch weder Anerkennung noch Unterstützung von der New Zealand Rugby Football Union (NZRFU). Erst 1989 erlangte das Frauenrugby offizielle Anerkennung mit der Organisation von Spielen durch Provinz- und Klubmannschaften. Am 22. Juli desselben Jahres bestritt Neuseeland sein erstes Spiel gegen eine besuchende US-amerikanische Mannschaft, die California Grizzlies.

### Teamname
Der Teamname leitet sich ab vom Schwarzen Baumfarn, der ein taonga („Schatz“) Neuseelands ist. Der Name steht außerdem in Verbindung mit der Farbe schwarz und dem Silberfarn, beides bekannte Symbole des neuseeländischen Sports. Damit ist die Frauen-Rugby-Union-Nationalmannschaft Neuseelands eine der vielen Nationalmannschaften des Landes, dessen Spitzname von den All Blacks entlehnt ist.

### Weltmeisterschaftstitel
Die Black Ferns nahmen seit dem ersten Turnier 1991 an fast jeder Weltmeisterschaft teil und verpassten nur das Turnier 1994 in Schottland. Seit ihrem ersten Titel bei der ersten vom International Rugby Board (IRB; heute World Rugby) anerkannten Weltmeisterschaft 1998 gewannen die Black Ferns fünf weitere Titel 2002, 2006, 2010, 2017 und 2021 im eigenen Land.

### Finanzierung
Obschon Rugby die beliebteste Sportart Neuseelands ist, hatten die Black Ferns mit ähnlichen Problemen zu kämpfen wie jeder andere Frauensport: Unterfinanzierung, fehlende Unterstützung und mangelnde Publizität. Während die New Zealand Rugby Union und World Rugby teilweise für ihr mangelndes Engagement im Frauenrugby kritisiert wurden, nahm die Unterstützung seitens der Verbände zu, vor allem Dank der Erfolge der Black Ferns.
Die NZRU unterstützt die Black Ferns seit 1995, was dem Sport einen großen Wachstumsschub bescherte, während die Black Ferns auch von ihrer Teilnahme an den High-Performance-Initiativen der NZRU profitieren. Dies bescherte dem Team nicht nur Zugang zu professionellen Trainern, sondern auch zu Ressourcen zur professionellen Weiterentwicklung wie beispielsweise Analysen. In jüngerer Zeit nahm auch das Profil der Mannschaft im Breitensport stark zu, was zum großen Teil auf ihre Erfolgsserie zurückzuführen ist, und sie wird immer mehr als eine Nationalmannschaft auf der gleichen Grundlage wie jede andere angesehen.

### Provinzmeisterschaft

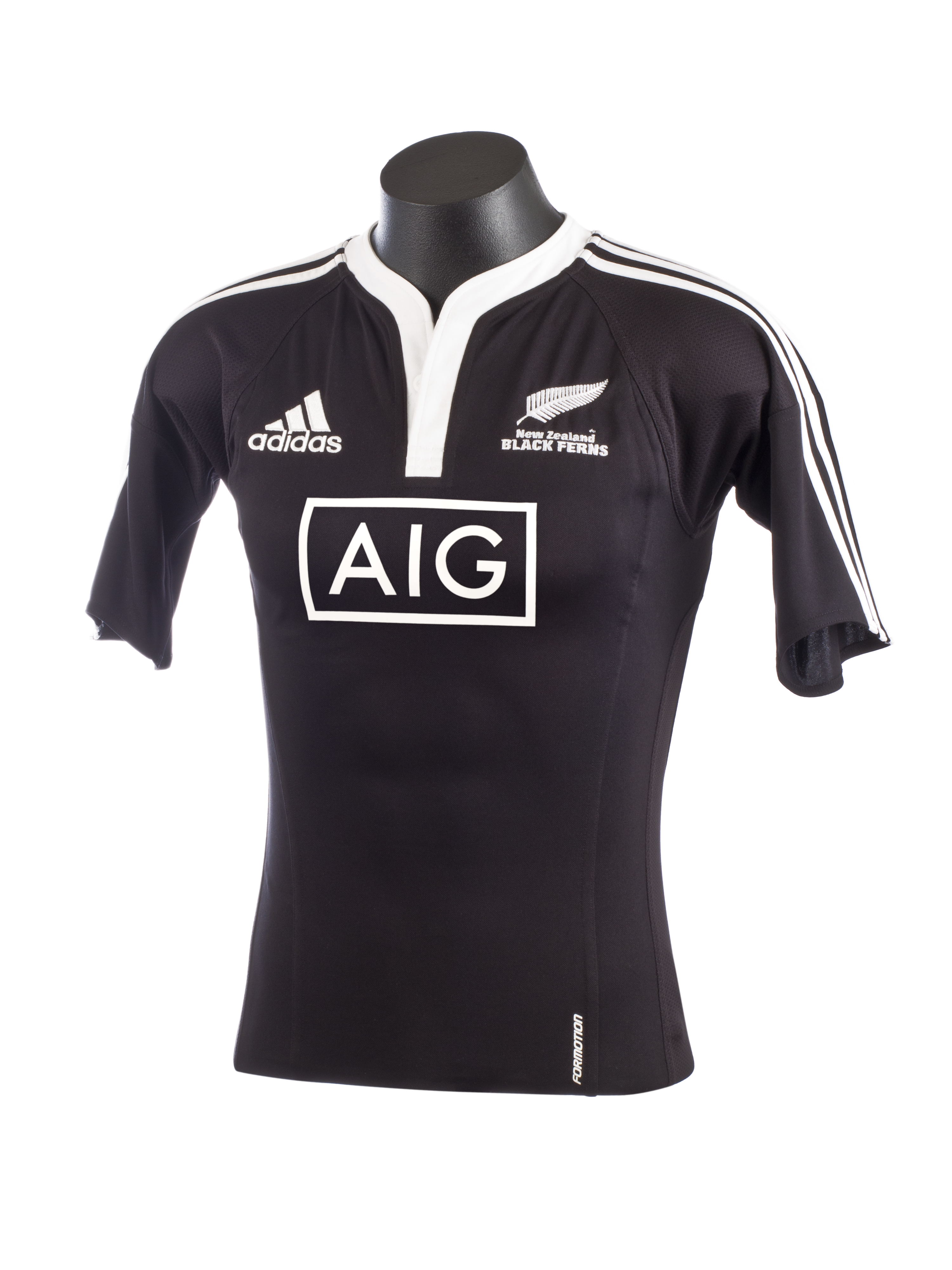
Trikot der Black Ferns (2012)

Nachdem die NZRU im Januar 2010 die Einstellung des Turnieres aufgrund Einsparungen ankündigte, war die Weiterdurchführung der Women’s Provincial Championship (WPC) ernsthaft bedroht. Da die Meisterschaft ein wichtiger Baustein für das Training, die Entwicklung und den Wettbewerb des neuseeländischen Frauenrugby ist, schockierte die Ankündigung Spielerinnen und Fans gleichermaßen, darunter die frühere [[Mannschaftskapitän<Kapitänin]] Farah Palmer, auch da dies das Jahr der Weltmeisterschaft war.
Während der neuseeländische Verband anführte, dass das Frauenrugby eines von mehreren Opfern der angespannten Finanzlage sei, wurde dessen Entscheidung scharf kritisiert. Nachdem die Black Ferns die Weltmeisterschaft 2010 gewannen, entschuldigte sich die NZRU unverzüglich und führte die WPC wieder ein, die 2016 zu Ehren der früheren einflussreichen Kapitänin der Black Ferns den Namen Farah Palmer Cup erhielt.

### Internationale Turniere

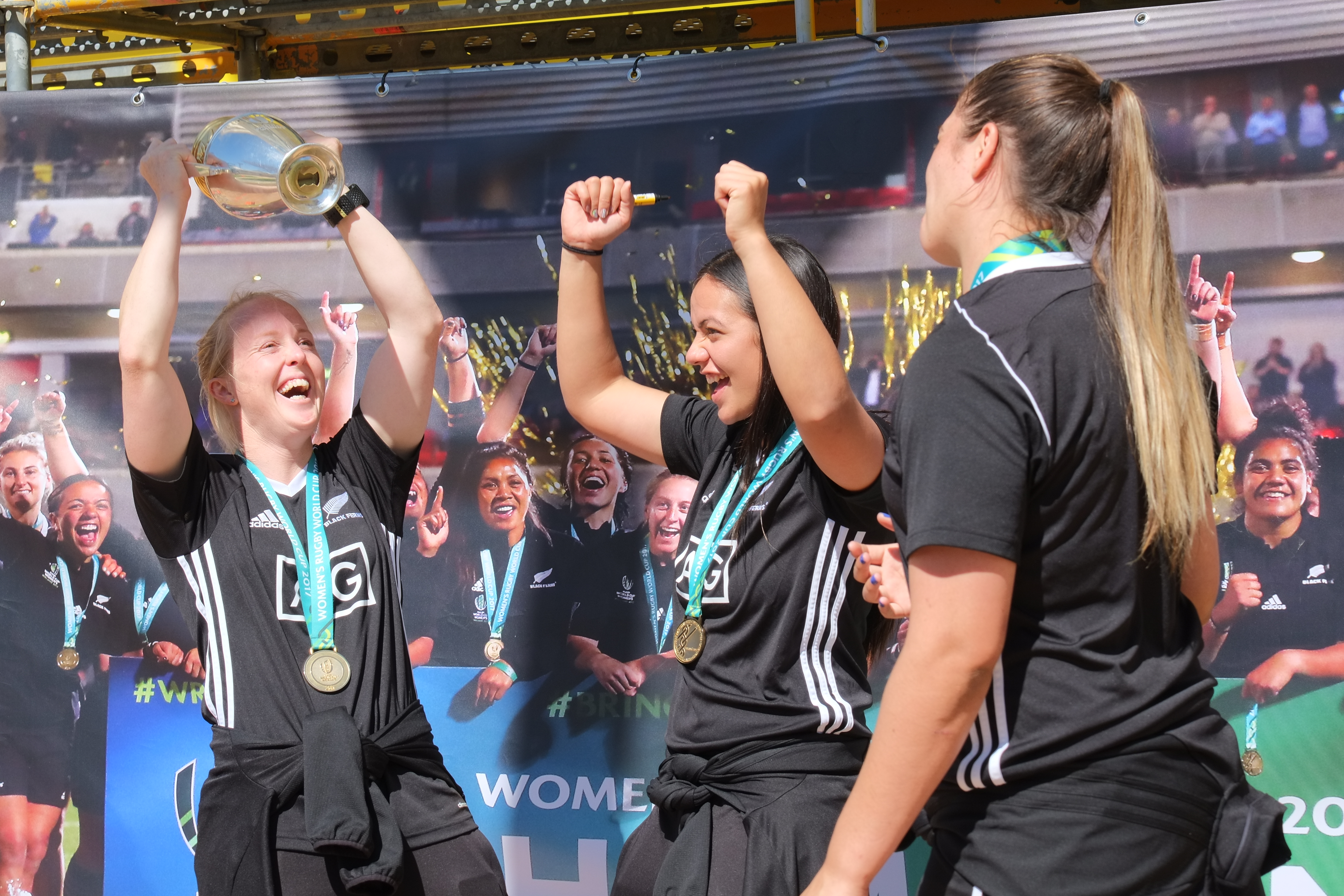
Die Black Ferns nach dem Gewinn der WM 2017

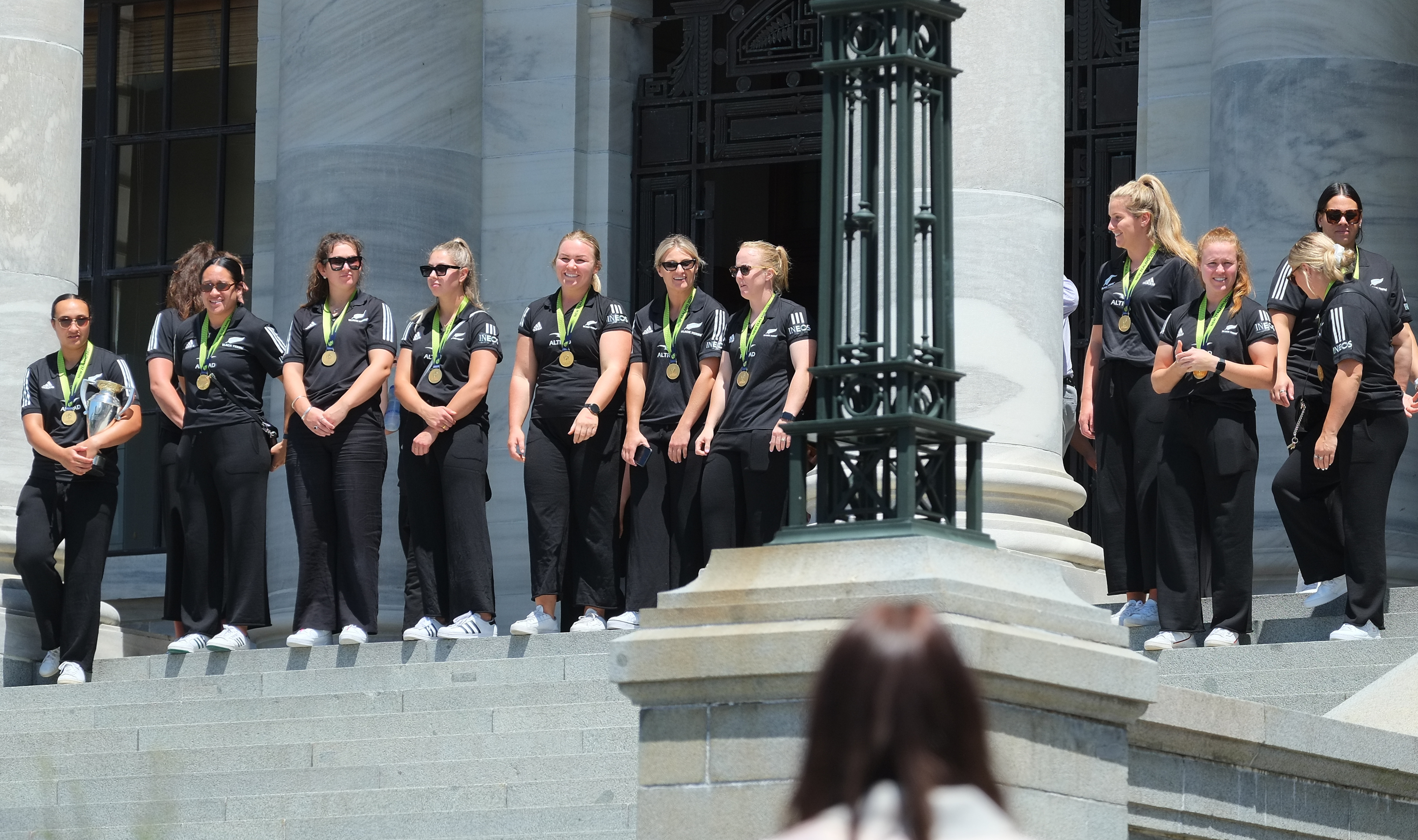
Empfang der Black Ferns beim Parliament House nach dem Gewinn der WM 2021

Die Black Ferns gewannen den Canada Cup der Jahre 1996, 2000 und 2005 sowie den Churchill Cup 2004. Zwischen 2002 und ihrem letzten Spiel des Jahres 2009 erreichten die Black Ferns 24 aufeinanderfolgende Länderspielsiege.
Nach ihrem Erfolg erhielten 2018 alle Spielerinnen der Siebener-Rugby-Nationalmannschaft und der Black Ferns halbprofessionelle Verträge. Außerdem spielten sie in der ersten Testserie gegen Australiens Wallaroos, die an denselben Abenden wie beim Bledisloe Cup der Männer stattfanden.
Die Saison 2018 endete mit einer unentschiedenen Serie von 1–1 gegen Frankreich, das damit das vierte Land überhaupt mit einem Sieg über die Black Ferns wurde. Die Niederlage im letzten Spiel des Jahres beendete eine 17-monatige Siegesserie und war außerdem das letzte Spiel für die Kapitänin Fa’amausili, die ihre Karriere im internationalen Rugby beendete.
2019 gewannen die Black Ferns die jährliche Women’s Rugby Super Series zum zweiten Mal. Am 31. Oktober 2021 absolvierten die Black Ferns ihr 100. Test Match gegen England in Exeter. Sie waren auch Gastgeberinnen der Pacific Four Series 2022 und entschieden das Turnier erstmals ungeschlagen für sich.
Neuseeland war Gastgeber der verspätet ausgetragenen Weltmeisterschaft 2021, um die sich Australien ebenfalls beworben hatte. Neuseeland war als Ausrichter automatisch qualifiziert und die Black Ferns verteidigten ihren Titel erfolgreich mit einem Sieg über England im Finale, gleichbedeutend mit ihrem sechsten Titel.

### 2023
Das Jahr 2023 begannen die Black Ferns mit einem neuen Trainer und einer Deklassierung der Wallaroos mit 50:0 in ihrem ersten Test Match des Jahres; damit behielten sie den O’Reilly Cup für ein weiteres Jahr und klassierten sich auf den ersten Tabellenplatz der Pacific Four Series 2023. Nach deutlichen Siegen über Kanada und die Vereinigten Staaten gewannen die Neuseeländerinnen ihren zweiten Turniertitel.
Neuseeland war Gastgeber der ersten WXV 1 am 20. Oktober, an der auch Australien, England, Frankreich, Kanada und Wales teilnahmen. Dabei beendeten die Französinnen die Siegesserie der Neuseeländerinnen von 16 Spielen mit einem 18:17-Sieg. Daraufhin gelang den Black Ferns eine 70:7-Deklassierung von Wales im ersten Test Match in Dunedin seit 1997. Im entscheidenden Spiel um den Titel kam es zur Neuauflage des WM-Finales 2021 gegen England, das die Red Roses für sich entscheiden konnten und damit den ersten WXV-1-Titel gewannen.

## Stadien
Wie in den Rugbynationen Frankreich, Irland, Italien, Kanada, Schottland, Südafrika, den Vereinigten Staaten und Wales gibt es in Neuseeland kein offizielles „Nationalstadion“, vielmehr absolvieren die Black Ferns in zahlreichen verschiedenen Orten Neuseelands ihre Heimspiele. Besonders häufig verwendet werden der Eden Park in Auckland, das Wellington Regional Stadium in Wellington und das Waikato Stadium in Hamilton.

## Test Matches
Neuseeland hat 107 seiner bisher 130 Test Matches gewonnen, was einer Gewinnquote von 82,31 % entspricht. Die Statistik der Test Matches Neuseelands gegen alle Nationen, alphabetisch geordnet, ist wie folgt (Stand: 10. Januar 2025):
| Land               | Spiele | Gewonnen | Unent- schieden | Verloren | % Siege |
| ------------------ | ------ | -------- | --------------- | -------- | ------- |
| Australien         | 27     | 27       | 0               | 0        | 100,00  |
| Deutschland        | 2      | 2        | 0               | 0        | 100,00  |
| England            | 33     | 19       | 1               | 13       | 57,38   |
| Frankreich         | 12     | 7        | 0               | 5        | 58,33   |
| Hongkong           | 1      | 1        | 0               | 0        | 100,00  |
| Irland             | 3      | 1        | 0               | 2        | 33,33   |
| Japan              | 1      | 1        | 0               | 0        | 100,00  |
| Kanada             | 18     | 17       | 0               | 1        | 94,44   |
| Kasachstan         | 1      | 1        | 0               | 0        | 100,00  |
| Samoa              | 2      | 2        | 0               | 0        | 100,00  |
| Schottland         | 4      | 4        | 0               | 0        | 100,00  |
| Spanien            | 1      | 1        | 0               | 0        | 100,00  |
| Südafrika          | 1      | 1        | 0               | 0        | 100,00  |
| Vereinigte Staaten | 15     | 14       | 0               | 1        | 93,33   |
| Wales              | 7      | 7        | 0               | 0        | 100,00  |
| World XV           | 2      | 2        | 0               | 0        | 100,00  |
| Gesamt             | 130    | 107      | 1               | 22       | 82,31   |

## Rivalitäten mit anderen Nationalmannschaften
Wie in anderen Sportarten (vor allem Cricket, Rugby League, Netball und bei den Commonwealth Games) pflegt Neuseeland eine traditionelle Rivalität mit dem Nachbarn Australien, die oft als „Geschwisterrivalität“ (sibling rivalry) bezeichnet wird. Das erste Test Match zwischen beiden Nationalmannschaften fand 1994 während des neuseeländischen Besuches in Australien statt. Seitdem spielen beide Teams um den Laurie O’Reilly Cup, eine der ältesten Trophäen im internationalen Frauenrugby. Neuseeland und Australien trafen bisher 27 Mal aufeinander, wobei Neuseeland alle Test Matches gewinnen konnte.
Wie die anderen etablierten Rugbynationen der südlichen Hemisphäre pflegt auch Neuseeland eine Rivalität mit den Nationalmannschaften der nördlichen Hemisphäre. So traf Neuseeland bei fünf seiner sechs Endspielteilnahmen auf England, die man alle gewann.

## Erfolge

### Weltmeisterschaften

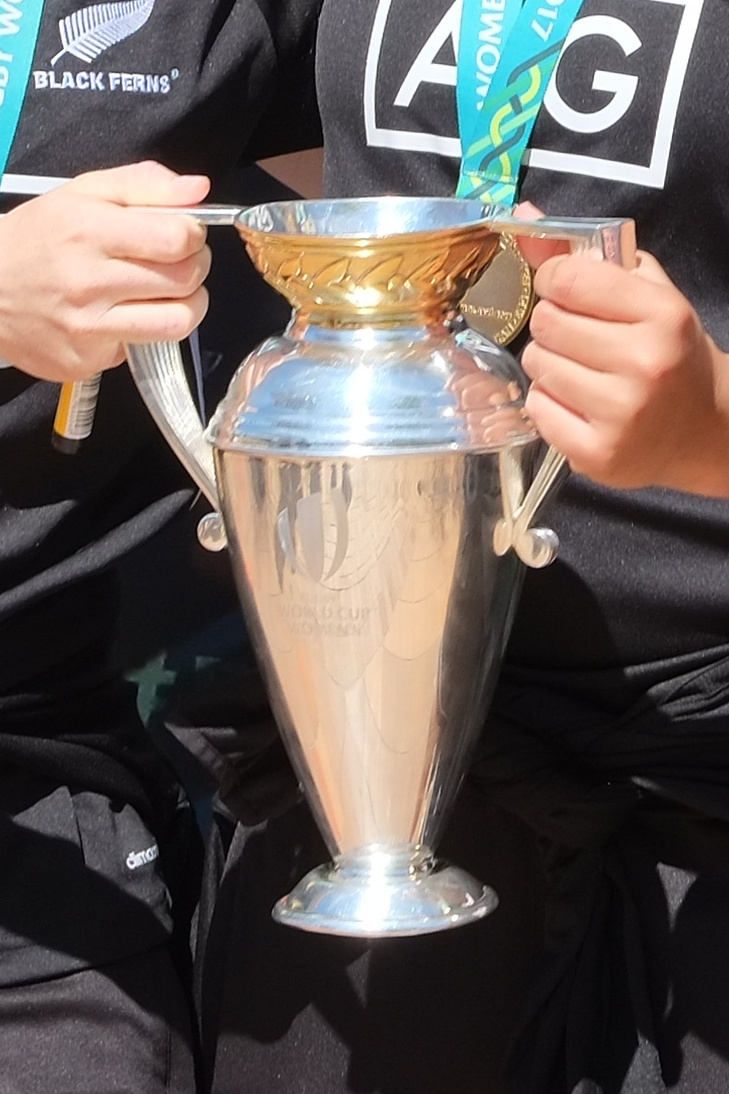
Neuseeland gewann 1998, 2002, 2006, 2010, 2017 und 2021 die Weltmeisterschaft

Neuseeland hat sich bisher für acht Weltmeisterschaften qualifiziert und ist mit sechs Titeln die mit Abstand erfolgreichste Nation bei diesem Turnier: 1998, 2002, 2006, 2010, 2017 und 2021. 
| Jahr | Resultat           | Spiele             | Siege              | Unent.             | Ndlg.              | +/-                | Punkte             |
| ---- | ------------------ | ------------------ | ------------------ | ------------------ | ------------------ | ------------------ | ------------------ |
| 1991 | 3. Platz           | 3                  | 2                  | 0                  | 1                  | 48:21              | –                  |
| 1994 | nicht teilgenommen | nicht teilgenommen | nicht teilgenommen | nicht teilgenommen | nicht teilgenommen | nicht teilgenommen | nicht teilgenommen |
| 1998 | Weltmeisterinnen   | 5                  | 5                  | 0                  | 0                  | 344:32             | –                  |
| 2002 | Weltmeisterinnen   | 4                  | 4                  | 0                  | 0                  | 202:12             | 12                 |
| 2006 | Weltmeisterinnen   | 5                  | 5                  | 0                  | 0                  | 202:34             | 14                 |
| 2010 | Weltmeisterinnen   | 5                  | 5                  | 0                  | 0                  | 186:33             | 15                 |
| 2014 | 5. Platz           | 5                  | 4                  | 0                  | 1                  | 245:37             | 11                 |
| 2017 | Weltmeisterinnen   | 5                  | 5                  | 0                  | 0                  | 299:61             | 15                 |
| 2021 | Weltmeisterinnen   | 6                  | 6                  | 0                  | 0                  | 268:87             | 15                 |
| 2025 | qualifiziert       | qualifiziert       | qualifiziert       | qualifiziert       | qualifiziert       | qualifiziert       | qualifiziert       |
| 2029 | noch ausstehend    | noch ausstehend    | noch ausstehend    | noch ausstehend    | noch ausstehend    | noch ausstehend    | noch ausstehend    |
| 2033 | noch ausstehend    | noch ausstehend    | noch ausstehend    | noch ausstehend    | noch ausstehend    | noch ausstehend    | noch ausstehend    |

### Pacific Four Series
Neuseelands einziges jährliches Turnier ist die Pacific Four Series, bei der das Team gegen drei andere pazifische Mannschaften antritt: Australien, Kanada und die Vereinigten Staaten. Die Pacific Four Series wurde 2021 zwischen Kanada und den Vereinigten Staaten erstmals ausgetragen, 2022 kamen Australien und Neuseeland hinzu. Den Neuseeländerinnen gelangen zwei Turniersiege.
- Turniersiege (2): 2022, 2023.

## Spielerinnen

### Aktueller Kader
Die folgenden Spielerinnen bilden den Kader während der Weltmeisterschaft 2025:
| Spielerin                | Position         | Mannschaft                    | Länderspiele |
| ------------------------ | ---------------- | ----------------------------- | ------------ |
| Iritana Hohaia           | Gedrängehalb     | Hurricanes Poua / Taranaki    | 17           |
| Maia Joseph              | Gedrängehalb     | Matatu / Otago                | 11           |
| Risi Pouri-Lane          | Gedrängehalb     | New Zealand Sevens / Tasman   | 02           |
| Kelly Brazier            | Verbinderin      | Chiefs Manawa / Bay of Plenty | 43           |
| Ruahei Demant            | Verbinderin      | Blues / Auckland              | 45           |
| Sylvia Brunt             | Innendreiviertel | Blues / Auckland              | 25           |
| Amy du Plessis           | Innendreiviertel | Matatu / Canterbury           | 21           |
| Theresa Setefano         | Innendreiviertel | Blues / Auckland              | 19           |
| Stacey Waaka             | Innendreiviertel | Chiefs Manawa / Waikato       | 27           |
| Ayesha Leti-Iʻiga        | Außendreiviertel | Hurricanes Poua / Wellington  | 26           |
| Katelyn Vahaʻakolo       | Außendreiviertel | Blues / Auckland              | 17           |
| Portia Woodman-Wickliffe | Außendreiviertel | Blues / Northland             | 28           |
| Renee Holmes             | Schlussfrau      | Chiefs Manawa / Waikato       | 24           |
| Braxton Sorensen-McGee   | Schlussfrau      | Blues / Auckland              | 03           |

| Spielerin                    | Position               | Mannschaft                      | Länderspiele |
| ---------------------------- | ---------------------- | ------------------------------- | ------------ |
| Vici-Rose Green              | Haklerin               | Chiefs Manawa / Waikato         | 02           |
| Atlanta Lolohea              | Haklerin               | Blues / Canterbury              | 07           |
| Georgia Ponsonby             | Haklerin               | Matatu / Canterbury             | 31           |
| Kate Henwood                 | Pfeiler                | Chiefs Manawa / Bay of Plenty   | 10           |
| Tanya Kalounivale            | Pfeiler                | Chiefs Manawa / Waikato         | 22           |
| Veisinia Mahutariki-Fakalelu | Pfeiler                | Chiefs Manawa / Waikato         | 01           |
| Amy Rule                     | Pfeiler                | Matatu / Canterbury             | 30           |
| Awhina Tangen-Wainohu        | Pfeiler                | Blues / Waikato                 | 07           |
| Chryss Viliko                | Pfeiler                | Blues / Auckland                | 13           |
| Laura Bayfield               | Zweite-Reihe-Stürmerin | Matatu / Canterbury             | 01           |
| Alana Bremner                | Zweite-Reihe-Stürmerin | Matatu / Canterbury             | 29           |
| Chelsea Bremner              | Zweite-Reihe-Stürmerin | Matatu / Canterbury             | 22           |
| Maia Roos                    | Zweite-Reihe-Stürmerin | Blues / Auckland                | 33           |
| Liana Mikaele-Tuʻu           | Flügelstürmerin        | Blues / Auckland                | 29           |
| Jorja Miller                 | Flügelstürmerin        | New Zealand Sevens / Canterbury | 02           |
| Kaipo Olsen-Baker            | Flügelstürmerin        | Matatu / Manawatu               | 12           |
| Layla Sae                    | Flügelstürmerin        | Hurricanes Poua / Manawatu      | 14           |
| Kennedy Tukuafu              | Flügelstürmerin        | Chiefs Manawa / Waikato         | 30           |

### Bekannte Spielerinnen
Vier ehemalige neuseeländische Spielerinnen wurden aufgrund ihrer herausragenden Leistungen in die World Rugby Hall of Fame aufgenommen:
| Spielerin          | Position         | Aufnahme |
| ------------------ | ---------------- | -------- |
| Fiaoʻo Faʻamausili | Haklerin         | 2022     |
| Huriana Manuel     | Innendreiviertel | 2021     |
| Farah Palmer       | Haklerin         | 2014     |
| Anna Richards      | Verbinderin      | 2014     |

## Trainer
Folgende Personen waren Trainer der neuseeländischen Nationalmannschaft:
| Name            | Jahre     |
| --------------- | --------- |
| Laurie O’Reilly | 1991      |
| Vicky Dombroski | 1994–1995 |
| Darryl Suasua   | 1996–2002 |
| Jed Rowlands    | 2003–2006 |
| Dale Atkins     | 2007–2008 |
| Brian Evans     | 2009–2010 |
| Grant Hansen    | 2011      |
| Brian Evans     | 2012–2014 |
| Greg Smith      | 2015      |
| Glenn Moore     | 2015–2021 |
| Wayne Smith     | 2022      |
| Allan Bunting   | seit 2023 |